# 米捷
米格尔·佩雷斯·奎斯塔（西班牙語：Miguel Pérez Cuesta，1986年3月21日—，昵称米楚（Michu），是一名已退役西班牙足球运动员，司职进攻中场或者前锋。他於2017年7月結束職業球員生涯。

## 俱乐部生涯

### 西班牙
米楚出生于西班牙阿斯图里亚斯自治区首府奥维耶多，并在当地的低级别联赛球队皇家奥维耶多开始职业足球生涯。2007年夏季，米楚转会加盟西班牙足球乙级联赛球队维戈塞尔塔。他先是在俱乐部B队度过，赛季中被招入一线队，并上演个人的西乙联赛首秀，赛季结束前开始成为球队的主力球员。2010年1月中旬，西班牙足球甲级联赛球队希洪竞技曾有意买入米楚，以代替出走伯明翰的米切尔，但最终没有成功。在2009/10赛季和2010/11赛季，他都为球队在联赛中射进6球，并帮助维戈塞尔塔在2010/11赛季获得常规赛第六名，进入升级附加赛。在附加赛半决赛第一回合主场对阵格拉纳达的比赛中，米楚射进比赛的唯一一个进球。但在第二回合的点球决胜中，他罚丢点球，最终维戈塞尔塔被淘汰无缘升级。
2011年7月27日，和维戈塞尔塔合同到底的米楚加盟西甲升班马巴列卡诺，签约两年。8月28日，他在巴列卡诺客场1比1战平毕尔巴鄂竞技的比赛上演西甲联赛首秀。2011/12赛季，他为球队联赛出场37次，射进15球，是球队的最佳射手，也是联赛中进球最多的中场球员。

### 斯旺西
2012年7月20日，米楚以200万英镑的身价转会加盟英格兰足球超级联赛球队斯旺西，签约3年，以取代转会离开后球队4-2-3-1战术的前腰空缺。8月18日，他在2012/13赛季英超联赛首轮即梅开二度，并助攻球队得分，帮助斯旺西客场5比0击败女王公园巡游者。他的第一个进球也是新赛季英超联赛的首个进球。

## 个人生活
2012年11月，在母队皇家奥维耶多因为200万欧元的资金缺口濒临破产时，他和同处英超的和一起购入球队股份，使得皇家奥维耶多得以继续留在西乙B联赛。
他是挪威超級球星哈蘭德的兒時偶像。